# Nauriel
Nauriel, alias Magali Lacombe, est une dessinatrice de bande dessinée née le 3 janvier 1981 à Vénissieux.

## Biographie
Née le 3 janvier 1981 à Vénissieux, Nauriel passe un bac littéraire ; elle intègre en 1998 l'École Émile-Cohl et en sort diplômée en illustration et bande dessinée en 2002. Elle intervient d'abord le fanzinat (Green elven) et adopte le pseudonyme Nauriel en hommage aux elfes de J. R. R. Tolkien. L'autrice se déclare influencée par le manga ainsi qu'Alex Alice, Mathieu Lauffray, Alessandro Barbucci, Barbara Canepa, Régis Loisel.
En 2003, elle rencontre le scénariste Éric Corbeyran ; celui-ci s'associe avec la romancière Amélie Sarn et ils écrivent pour Nauriel le scénario de la série Nanami, publiée entre 2006 et 2012 chez Dargaud. La série fait partie de « Cosmo », une nouvelle collection de Dargaud pour cibler les adolescents. L'héroïne, Nanami, découvre un livre mystérieux qui la conduit vers un théâtre étrange. Il s'agit d'un « univers de fantasy ». Certains décrivent la série comme apparentée au genre shōjo manga,.
À partir de la célèbre série Oksa Pollock, créée par Anne Plichota et Cendrine Wolf, Corbeyran écrit une adaptation en bande dessinée, que Nauriel dessine,.

## Œuvres
- Nanami (dessin), scénario Éric Corbeyran et Amélie Sarn, couleurs Simon Champelovier et Elsa Brants, Dargaud, coll. Cosmo.

1. Le Théâtre du vent, 2006  (ISBN 2-87129-876-9)
2. L'Inconnu, 2008  (ISBN 978-2-505-00062-4)
3. Le Royaume invisible, 2010  (ISBN 978-2-505-00688-6)
4. Le Prince noir, 2011  (ISBN 978-2-505-01123-1)
5. Le Combat final, 2012  (ISBN 978-2-505-01386-0)

- Oksa Pollock (dessin), scénario Éric Corbeyran, couleurs Isabelle Rabarot, 12bis - XO Editions ; adapté du roman d'Anne Plichota et Cendrine Wolf.

1. L'Inespérée, 2013  (ISBN 978-2-84563-662-0)
2. L'Ennemi[9], 2016  (ISBN 978-2-344-00462-3)